# Ismael Sánchez
Pour les articles homonymes, voir Sánchez.
Sánchez  Jiménez est un nom espagnol. Le premier nom de famille, en général paternel, est Sánchez ; le second, en général maternel, souvent omis, est Jiménez.
Nelson Ismael Sánchez Jiménez (né le 17 juin 1982) est un coureur cycliste dominicain. 

## Palmarès
- 2005
  - 2e et 7eb étapes de la Vuelta a la Independencia Nacional
  - 4e étape du Trophée de la Caraïbe
  - 2e, 3e et 8e étapes du Tour de la Martinique
  - Tour de Marie-Galante :
    - Classement général
    - 1re étape

  - 7e étape du Tour de Guadeloupe
  - 3e de la Vuelta a la Independencia Nacional
- 2006
  - 6e étape du Tour de la Martinique
- 2007
  -  Champion de République dominicaine sur route
  - 1re étape de la Vuelta a la Independencia Nacional
  - 4e étape de la Vuelta al Valle del Cibao
  - 7e étape du Tour de l'Équateur (contre-la-montre)
  - 2e de la Vuelta al Valle del Cibao
- 2008
  - Clásico Club Ciclista Mauricio Báez
  - 3e étape de la Vuelta al Valle del Cibao
  - 2e étape du Tour du Costa Rica
  - 3e de la Vuelta a la Independencia Nacional
  - 3e de la Vuelta al Valle del Cibao
- 2009
  - 7e étape du Tour de la Guadeloupe
- 2010
  - 5e étape de la Vuelta a la Independencia Nacional
  - 2e étape de la Copa Cero de Oro
  - Vuelta al Valle del Cibao :
    - Classement général
    - 3e étape

  - 1re étape du Clásico León Ureña
  - 2e de la Copa Cero de Oro
- 2011
  - 1re étape de la Pre-Vuelta Independencia
  - Clásico Leonardo Grullón
  - Copa Cero de Oro :
    - Classement général
    - 2e étape

  - 2e de la Pre-Vuelta Independencia
- 2012
  - Classement général de la Vuelta a la Independencia Nacional
- 2013
  - 2e et 4e étapes de la Pre-Vuelta Independencia
  - 5e étape de la Vuelta a la Independencia Nacional
  - 1re étape de la Copa Cero de Oro (contre-la-montre)
  - 2e de la Pre-Vuelta Independencia
  - 2e de la Copa Cero de Oro
- 2014
  - Pre-Vuelta Independencia
    - Classement général
    - 2e étape

  - 1re étape de la Copa Cero de Oro (contre-la-montre)
- 2015
  - Vuelta al Valle del Cibao :
    - Classement général
    - 2e étape

  - 2e du championnat de République dominicaine de VTT cross-country
- 2016
  - Vuelta a la Independencia Nacional :
    - Classement général
    - 1re (contre-la-montre par équipes), 3e et 4e étapes

  - 2e du championnat de République dominicaine de VTT cross-country
- 2017
  -  Champion de République dominicaine sur route
  - Vuelta a la Independencia Nacional :
    - Classement général
    - 1re (contre-la-montre par équipes) et 7e étapes

  - 2e étape de la Vuelta a Hispaniola
- 2019
  - Tour del Cibao :
    - Classement général
    - 2e et 3e étapes
- 2020
  - Vuelta a la Independencia Nacional :
    - Classement général
    - 1re et 5e étapes
- 2022
  - Classement général de la Vuelta a la Independencia Nacional
- 2023
  - 5e et 6e étapes de la Vuelta a la Independencia Nacional

## Classements mondiaux
| Année            | 2005 | 2006 | 2007 | 2008 | 2009 | 2010 | 2011 | 2012 | 2013 | 2014 | 2015 | 2016 | 2017 |
| ---------------- | ---- | ---- | ---- | ---- | ---- | ---- | ---- | ---- | ---- | ---- | ---- | ---- | ---- |
| UCI Africa Tour  |      | 67e  |      |      |      |      |      |      |      |      |      |      |      |
| UCI America Tour |      | 266e |      | 96e  | 115e | 234e | 177e | 31e  |      |      |      | 77e  | 34e  |
| UCI Europe Tour  | 428e |      | 645e |      |      |      |      |      |      |      |      |      |      |